# Międzynarodowe Mistrzostwa Polski w Półmaratonie Górskim Nordic Walking
Międzynarodowe Mistrzostwa Polski w Półmaratonie Górskim Nordic Walking – organizowane od 2019 coroczne zawody w półmaratonie górskim nordic walking, których celem jest wyłonienie międzynarodowych mistrzów Polski. Organizowane są przez Stowarzyszenie Wesoły Borsuk Team.

## Historia
| Lp. | Rok  | Miasto  | Źródło |
| --- | ---- | ------- | ------ |
| 1.  | 2019 | Prudnik | [ 1 ]  |
| 2.  | 2020 | Prudnik | [ 2 ]  |
| 3.  | 2021 | Prudnik | [ 3 ]  |
| 4.  | 2022 | Prudnik | [ 4 ]  |
| 5.  | 2023 | Prudnik | [ 5 ]  |

## Zwycięzcy
- 2019 – Karol Stiller (KABEX Podkowa Janów) i Joanna Kołodziej (Stadion Śląski / Ruda Śląska)[6]
- 2020 – Karol Stiller (KABEX Podkowa Janów) i Elżbieta Wojciechowska (Pakość)[7]
- 2021 – Karol Stiller (KABEX Podkowa Janów) i Elżbieta Wojciechowska (Pakość)[3]
- 2022 – Elżbieta Wojciechowska (Polipack Team GWE) i Karol Stiller (KABEX Podkowa Janów)[4]
- 2023 – Tomasz Wojtowicz (KS Victoria Potęgowo) i Elżbieta Wojciechowska (Polipack Team GWE)[5]